# Rolf Kellner (Fotograf)
Rolf Kellner (geboren 1897; gestorben 1991) war ein deutscher Fotograf, Ansichtskarten-Verleger und Stifter.

## Leben

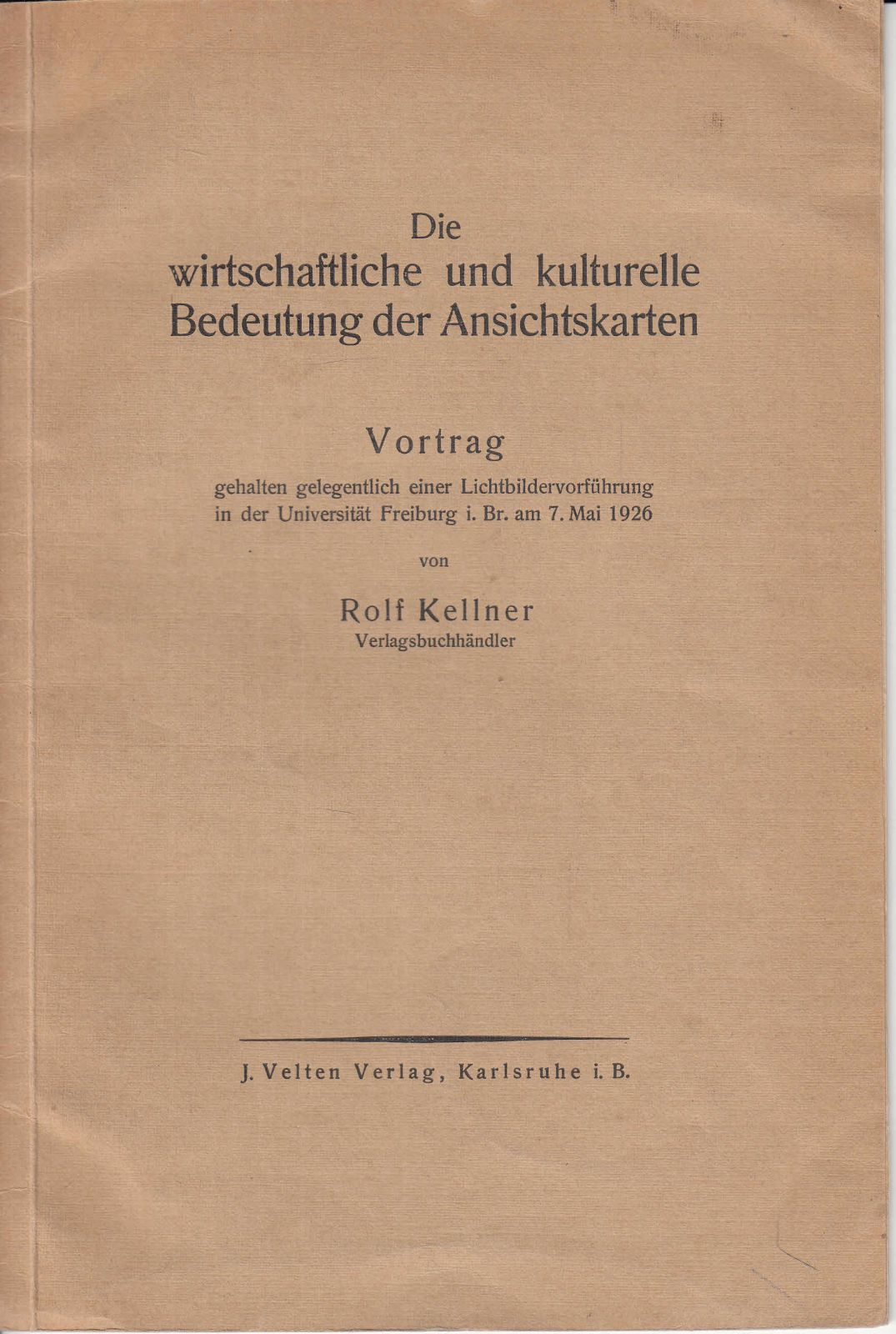
Titelblatt zu Kellners 1926 in der Universität Freiburg gehaltenen Vortrag „Die wirtschaftliche und kulturelle Bedeutung der Ansichtskarten“
J. Velten Verlag, Freiburg i. Br.

Er war Sohn des Carl Kellner, Inhaber des 1892 in Karlsruhe begründeten Verlages Johann Velten Kunstverlag. Die Firma erweiterte ihr Produktportfolio noch vor dem Ersten Weltkrieg mit der Herstellung eigener Ansichtskarten.
Ab 1924 wirkte Rolf Kellner in dem Unternehmen mit, das ab 1949 unter neuem Namen als Photo und Verlag Rolf Kellner (vormals Velten) firmierte. Kellner galt als „führender Ansichtspostkartenverlag [insbesondere vor dem Aufkommen …] der Farbfotografie.“
Schon Mitte der 1920er Jahre hatte Kellner einen Ruf als „verdienter Vorkämpfer für die Herstellung und Verbreitung künstlerisch guter Ansichtskarten. Seine Kartenserie ‚das schöne Düsseldorf (J. Velten, Kunstverlag, Karlsruhe)‘“ galt als „vorbildlich“; seine Schrift über die wirtschaftliche und kulturelle Bedeutung der Ansichtskarten wurde seinerzeit als „lesenswert“ empfohlen.
Kellners „weiträumige Dokumentation von Stadtbildern vor und nach dem Zweiten Weltkrieg“ umfasste schwerpunktmäßig Anlagen, Befestigungswerke, Bergwerke sowie Brücken, herrschaftliche, kirchliche, militärische, öffentliche, private Gebäude, aber auch Kleinbauten. So entstanden beispielsweise Aufnahmen aus
- Baden:
  - Baden-Baden, Freiburg im Breisgau, Schwarzwald, Bruchsal, Heidelberg, Mannheim, Rastatt oder Schwetzingen,
- Württemberg
  - Bad Herrenalb, Blaubeuren, Esslingen, Stuttgart, Ulm
- Bayern
  - Augsburg, Bamberg, Dinkelsbühl, München, Nördlingen, Nürnberg, Rothenburg ob der Tauber oder Würzburg
- Hessen:
  - Bad Homburg, Frankfurt am Main, Heppenheim, Wiesbaden
- Pfalz mit Worms und vor allem vielen kleineren Orten
- Rheinland mit Düsseldorf und Essen.[1]

Zur Zeit des Nationalsozialismus lieferte die „Lichtbildanstalt“ Rolf Kellner nach der Machtübernahme 1933 auch Aufnahmen zu einer Dokumentation über den Reichsparteitag in Nürnberg.
Kellner war mit dem Maler Ludwig Barth befreundet. Dieser schuf verschiedene Bildvorlagen zu Kellners Verlagspublikationen, entweder nach freien Entwurf oder als Kopien alter Stiche.
Spätestens in der Nachkriegszeit war Keller für sein Unternehmen Rolf Kellner Kunstverlag Mitglied im Börsenverein des Deutschen Buchhandels.
1961 legte Kellner die kommerziellen Verlags- und Fotoaktivitäten still. 1976 schenkte er als Vorlass ein Teil-Archiv seiner ehemaligen Firma von rund 25.000 in den Jahren von 1926 bis 1960 publizierten Ansichtspostkarten, zumeist mit den zugrunde liegenden Foto-Negativen, dem Generallandesarchiv Karlsruhe. Das Landesarchiv Baden-Württemberg listet diese Archiv als Fotosammlung Rolf Kellner (F-S Kellner).
Kellners Tochter Ute Hornbach übergab in den Jahren 2006 und 2009 – teils als Schenkung, teils als unter Eigentumsvorbehalt – weitere Werke aus dem Nachlass ihres Vaters, darunter wertvolle Grafien, Musterbücher des Verlags R. Kellner, Fotoplatten, Familien- und Geschäftsunterlagen sowie Werke von Edda Schmidt-Staubs und anderer Künstler sowie Kunst-Sammelbände, Familienbilder und Werbematerialien des Verlags. Dadurch wuchs der Bestand Kellners mit 53 Mappen und 8 gerahmten Bilder im Generallandesarchiv Karlsruhe auf etwa 4 laufende Meter an.

## Schriften (Auswahl)
- Studentenschaft und Handel, Karlsruhe [u. a.]: Velten, 1926
- Noch einmal Studentenschaft und Handel, Karlsruhe: J. Velten, [1927]
- Die wirtschaftliche und kulturelle Bedeutung der Ansichtskarten. Vortag, gehalten gelegentlich einer Lichtbildervorführung in der Universität Freiburg i. Br. am 7. Mai 1926, Karlsruhe i. B.: J. Velten, [1927]
- Die wirtschaftliche und kulturelle Bedeutung der Ansichtskarten, in: Papierwelt, Bd. 5 (1928), Nr. 5, S. 11–13
- Qualität und Preis der Ansichtskarten. Ein kleiner Beitrag zur Fachliteratur für Papier- und Buchhändler, Photographen und Ansichtskartenverleger, Karlsruhe: Velten, [ca. 1932]